# Вараждинска жупанија
Вараждинска жупанија се налази на северозападу Републике Хрватске. Седиште јој је град Вараждин.  Према прелиминарним резултатима пописа из 2021. у жупанији је живело 160.264 становника.

## Становништво
Према попису из 2011. у жупанији је живело 175.951 становника.
| Попис 2011.‍           | Попис 2011.‍           | Попис 2011.‍ | Попис 2011.‍ | Попис 2011.‍ |
| --------------------- | --------------------- | ----------- | ----------- | ----------- |
|                       |                       |             |             |             |
| Хрвати                | Хрвати                |             | 172.192     | 97,86%      |
| Срби                  | Срби                  |             | 699         | 0,40%       |
| Албанци               | Албанци               |             | 264         | 0,15%       |
| Аустријанци           | Аустријанци           |             | 12          | 0,01%       |
| Бошњаци               | Бошњаци               |             | 114         | 0,06%       |
| Бугари                | Бугари                |             | 9           | 0,01%       |
| Власи                 | Власи                 |             | 0           | 0%          |
| Мађари                | Мађари                |             | 54          | 0,03%       |
| Македонци             | Македонци             |             | 62          | 0,04%       |
| Јевреји               | Јевреји               |             | 3           | 0,00%       |
| Италијани             | Италијани             |             | 24          | 0,01%       |
| Немци                 | Немци                 |             | 51          | 0,03%       |
| Пољаци                | Пољаци                |             | 6           | 0,00%       |
| Роми                  | Роми                  |             | 711         | 0,40%       |
| Румуни                | Румуни                |             | 3           | 0,00%       |
| Руси                  | Руси                  |             | 39          | 0,02%       |
| Русини                | Русини                |             | 9           | 0,01%       |
| Словаци               | Словаци               |             | 14          | 0,01%       |
| Словенци              | Словенци              |             | 496         | 0,28%       |
| Турци                 | Турци                 |             | 3           | 0,00%       |
| Украјинци             | Украјинци             |             | 17          | 0,01%       |
| Црногорци             | Црногорци             |             | 43          | 0,02%       |
| Чеси                  | Чеси                  |             | 26          | 0,01%       |
| остали                | остали                |             | 118         | 0,07%       |
| регионална припадност | регионална припадност |             | 49          | 0,03%       |
| верска припадност     | верска припадност     |             | 35          | 0,02%       |
| нераспоређено         | нераспоређено         |             | 6           | 0,00%       |
| неизјашњени           | неизјашњени           |             | 231         | 0,13%       |
| непознато             | непознато             |             | 661         | 0,38%       |
| укупно: 175.951       |                       |             |             |             |

Према попису становништва из 2001. Вараждинска жупанија је имала 184.769 становника, што је 4,2% становништва Хрватске. Густина насељености била је 149 становника/km².
Етнички састав је био следећи: Хрвати 97,7%, Срби 0,4%, Словенци 0,3%, Роми 0,2% и други.

#### Број становника по пописима
| година пописа  | 2001.   | 1991.   | 1981.   | 1971.   | 1961.   | 1953.   | 1948.   | 1931.   | 1921.   | 1910.   | 1900.   | 1890.   | 1880.   | 1869.  | 1857.  |
| бр. становника | 184.769 | 187.853 | 187.495 | 184.380 | 179.905 | 177.352 | 174.682 | 159.767 | 147.524 | 144.720 | 131.849 | 120.397 | 105.612 | 99.194 | 87.960 |

## Економија
У Вараждинској жупанији развијена је: текстилна, прехрамбена и дрвна индустрија.

## Саобраћај
Жупанију пресеца ауто-пут А4 који повезује Мађарску границу (на северу) и Загреб (на југу). По хоризонтали (запад-исток) кроз жупанију пролази магистрални пут који иде уз реку Драву и спаја Марибор (Словенија) и Осијек. Кроз жупанију пролази и железничка пруга која спаја Загреб (на југу), Чаковец и Будимпешту (на северу) и Копривницу (на истоку).

## Знаменитости
- Дворац Тракошћан